# Khaïri Bechara
Khaïri Bechara (arabe : خيري بشارة) est un cinéaste égyptien né le 30 juin 1947, à Tanta, un village du delta du Nil. 

## Biographie
Khaïri Bechara est diplômé de l'Institut cinématographique du Caire en 1967. Il a contribué à la renaissance du film documentaire en Égypte et est sensible aux inégalités sociales dans ce pays.

## Filmographie
- 1982 : Destins sanglants (ar) (Al Aqdar al damiyah)
- 1982 : La Maison flottante no 70 (ar) (Al-’Awama Raqam 70)
- 1986 : La Bague et le Bracelet (Al-Tawq wa-l-Iswirra  )
- 1988 : Jour doux, jour amer (ar) (Yom mor, yom helw )[2]
- 1991 : Désir sauvage (ar) (Raghbah moutawahhichah)[3]
- 1993 : L'Amérique abracadabrante (ar) (Amerika chika bika)[4]